# Michael Fitzgerald
Michael Fitzgerald, född den 7 oktober 1946 i Lucan, är en irländsk psykiater och professor i barn- och ungdomspsykiatri vid Trinity College i Dublin i Irland. Han är Irlands förste professor inom sitt område.

## Synen på autism
I en intervju i The Telegraph berättar Fitzgerald om sin syn på autism och andra psykiska störningar:
Psykiska störningar kan också ha positiva sidor. Jag menar att generna för autism eller Asperger syndrom och kreativitet i huvudsak är desamma. Vi vet ännu inte vilka de är eller hu många de är, men vi talar om flera gener med liten effekt. Varje fall är unikt eftersom olika människor har olika antal av de inblandade generna. Generna ger personer som är väldigt fokuserade, som inte passar in i skolsystemet och som ofta har dåliga sociala relationer och svårt att ta ögonkontakt. De kan vara ganska paranoida och oppositionella, men etiska och ha hög moral. De kan ägna sig åt ett och samma ämne i 20–30 år utan att bekymra sig om vad andra tycker. Och under ett liv kan de producera 2–3 gånger mer än andra personer.
I boken Autism and Creativity: Is There a Link Between Autism in Men and Exceptional Ability? (2004), menar Fitzgerald att Lewis Carroll, Éamon de Valera, Keith Joseph, Srinivasa Aiyangar Ramanujan, Ludwig Wittgenstein och W.B. Yeats troligen var autistiska.
I boken The Genesis of Artistic Creativity: Asperger's Syndrome and the Arts (2005), nämner han följande personer som tänkbart autistiska:
- Författare: H.C. Andersen, Lewis Carroll,  Bruce Chatwin, Arthur Conan Doyle, Herman Melville, George Orwell, Jonathan Swift och William Butler Yeats.
- Filosofer: A.J. Ayer, Baruch de Spinoza, Immanuel Kant,  Simone Weil, och Ludwig Wittgenstein[8]
- Musiker: Bela Bartok, Ludwig van Beethoven, Glenn Gould, Wolfgang Amadeus Mozart och Erik Satie.
- Konstnärer: Vincent van Gogh, L.S. Lowry, Jack Butler Yeats och Andy Warhol.

I Unstoppable Brilliance: Irish Geniuses and Asperger's Syndrome (2006), diskuterar han Daisy Bates, Samuel Beckett, Robert Boyle, Éamon de Valera, Robert Emmet, William Rowan Hamilton, James Joyce, Padraig Pearse och W.B. Yeats.